# Abri du Medio Caballo
L'abri du Medio Caballo (en français, abri du Demi-Cheval) est un abri sous roche situé dans la commune d'Albarracín (comarque de la Sierra de Albarracín), dans la province de Teruel, en Aragon, en Espagne,.
Il abrite un ensemble de peintures rupestres appartenant au style de l'art schématique ibère, inscrites au Patrimoine mondial par l'Unesco en 1998 avec de nombreux autres sites rupestres sous le nom d'Art rupestre du bassin méditerranéen de la péninsule Ibérique (référence 874-608). Il est protégé comme Bien d'Intérêt Culturel depuis 1996 (cote RI-51-0009464).

## Situation
L'abri du Demi-Cheval est situé dans la Sierra d'Albarracín, dans la zone du paysage protégé des Pinares de Rodeno du parc culturel d'Albarracín. Il se trouve dans une zone de pinèdes avec de nombreux affleurements rocheux qui comportent un grand nombre d'abris et de cavités. Le site est facilement accessible depuis Albarracín par la route locale qui traverse les Pinares de Rodeno en direction de Bezas.

## Description
L'abri présente sept panneaux de peintures rupestres où 43 figures reconnaissables et 23 restes non identifiables ont été répertoriés. Parmi les figures se détache un demi-équidé, semblant sortir du mur, disposé à gauche, bien conservé avec une excellente peinture de la moitié avant. Les plus mal conservés sont les deux taureaux se faisant face, d'une couleur très sombre, presque noirâtre, et les restes à peine visibles d'un quadrupède blanc. Sur le côté droit de l'abri, bien que peu visibles, on peut voir trois cerfs peints en rouge.
Au plafond se trouvent de nombreuses figures anthropomorphes de couleur rouge clair et vif, des chèvres et un groupe de chevaux, le tout en technique de peinture aplat pour les animaux et de coups de pinceau épais pour les hommes. Les peintures sont attribuées au Néolithique (de 5500 à 2200 av. J.-C.).
Trois pétroglyphes (des cercles) sont gravés au sol, qui sont attribués à l'Âge du bronze.

## Alentours
Il y a un point d'information sur l'aire de stationnement des véhicules située au centre de la zone protégée, point de départ des sentiers balisés vers les sites de peintures rupestres situés à proximité. Le sentier dit Arrastradero commence au niveau du parking et permet, dans un parcours circulaire de 2,5 km, de visiter aussi l'abri du Arquero de los Callejones Cerrados, l'abri du Cerf, l'abri des Figuras Diversas, l'abri des Dos Caballos et l'abri de la Cocinilla del Obispo.